# Суитуотер (приток Норт-Платта)
Суитуотер (англ. Sweetwater River) — река в штате Вайоминг, США. Левый приток реки Норт-Платт, которая является одной из двух составляющих реки Платт. Составляет 383 км в длину. Берёт начало в округе Фримонт, на южной оконечности горного хребта Уинд-Ривер. Протекает через город Джефри-Сити. Течёт преимущественно в восточном и северо-восточном направлениях, протекая между хребтами Гранит-Маунтинс (на севере) и Грин-Маунтинс (на юге). Впадает в реку Норт-Платт в месте водохранилища Патфайндер.
Долина реки использовалась трапперами, маунтинменами и торговцами пушниной как путь на ежегодные Рандеву Скалистых гор. К 1843 году долина Суитуотер становится постоянной дорогой для повозок, следующих через Вайоминг на запад по Орегонской, Калифорнийской и Мормонской тропам.